# 曹廉 (三国)
曹廉（?—?），曹魏宗室，武帝曹操曾孙，樊侯曹均之孙，丰王曹琬的儿子。
曹操长子曹昂在宛城之战阵亡，黄初三年（222年）曹琬过继给曹昂，嘉平六年（254年）曹琬封丰王。曹琬卒年不详，其子曹廉嗣爵丰王。泰始元年（265年）十二月晋武帝受魏元帝禅位，建立西晋，曹廉降为县公。